# Alessandro Moreschi
Alessandro Moreschi, född 11 november 1858 Monte Compatri nära Frascati, Italien, död 21 april 1922 i Rom, är känd som "den siste kastraten", och är den enda kastratsångare tillhörande den klassiska bel canto-traditionen som har gjort ljudinspelningar.

## Biografi
Moreschi föddes i en stor och fattig familj. Han skickades som trettonåring till Rom för att studera vid en skola för korgossar i kyrkan San Salvatore in Lauro. Eftersom det då hade blivit brist på kastrater kunde han göra snabb karriär i Vatikanen, och femton år gammal blev han förstesopran i Lateranbasilikan. År 1883 antogs Moreschi utan prov i Sixtinska kapellets kör, och fick även sjunga solo för påven. 1903 beslöt påven Pius X att de få kastrater som fanns kvar skulle ersättas av korgossar, men Moreschi fick stanna kvar. Han var solist i kören ända fram till 1913. 
Till skillnad från många tidigare kastratsångare levde Moreschi ett lugnt och tillbakadraget liv.

## Inspelningar
Våren 1902 gjorde Moreschi sin första fonografinspelning. Två år senare gjorde han ytterligare inspelningar, vilket ledde till en hel "skiva" med 17 nummer.

## Media
inspelning av Eugenio Terzianis Hostias et preces (fil)